# Kapellgatan, Jönköping
Kapellgatan är en gata på Väster i Jönköping, som sträcker i nord-sydlig riktning från Västra Storgatan till Kungsgatan.
Från 1200-talet till och med 1500-talet gick den västra gränsen för stadsområdet ungefär där Kapellgatan ligger. Kapellgatan fick sin sträckning i samband med stadsplaneutvidgningen 1864. Sträckningen sammanfaller delvis med tidigare fältväg.
Gatan har förmodligen fått sitt namn efter Slottskapellet, som uppfördes strax väster om Kapellgatan på Slottskyrkogården 1694 efter ritningar av Erik Dahlbergh.

## Byggnader och anläggningar vid Kapellgatan i urval
- Halls hörna, Kapellgatan 2
- Riksbankshuset i Jönköping, korsningen Kapellfatan/Skolgatan
- Lagermanska villan, Kapellgatan 6
- Tveta, Vista och Mo domsagas tingshus, hörnet Kapellgatan/Nygatan
- Herman Engströms hus, hörnet Kapellgatan/Brunnsgatan
- Olof Palmes park, hörnet Kapellgatan/Brunnsgatan
- Västra torget
- Västra folkskolan

## Bildgalleri

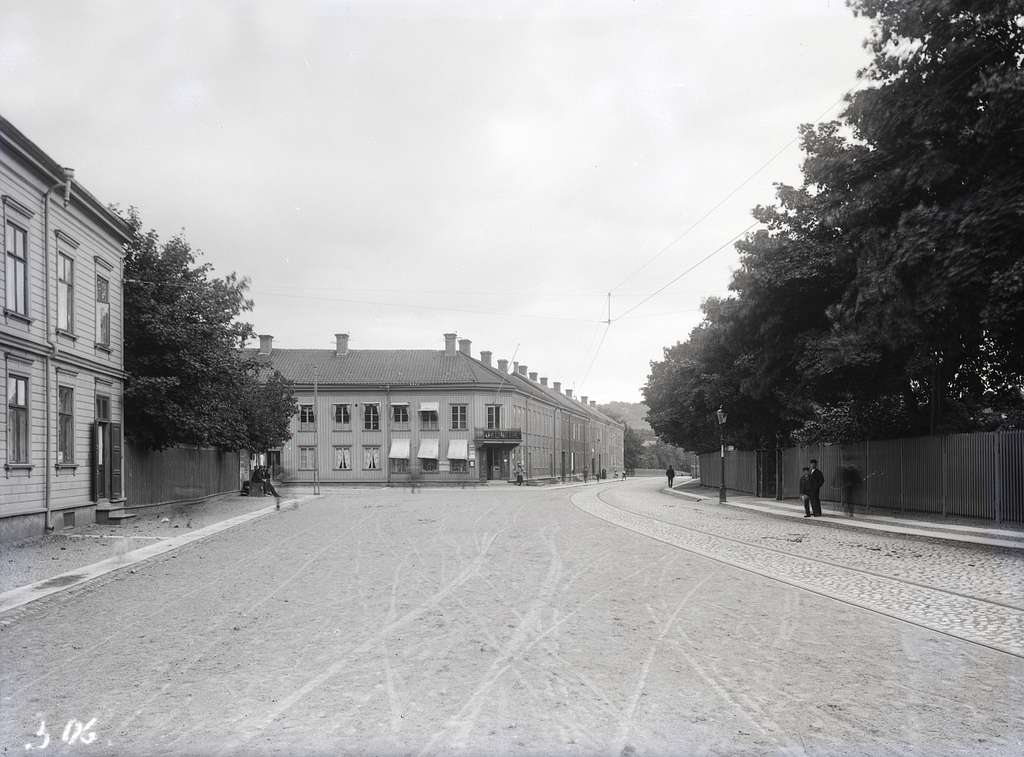
Kapellgatan 2, 1900
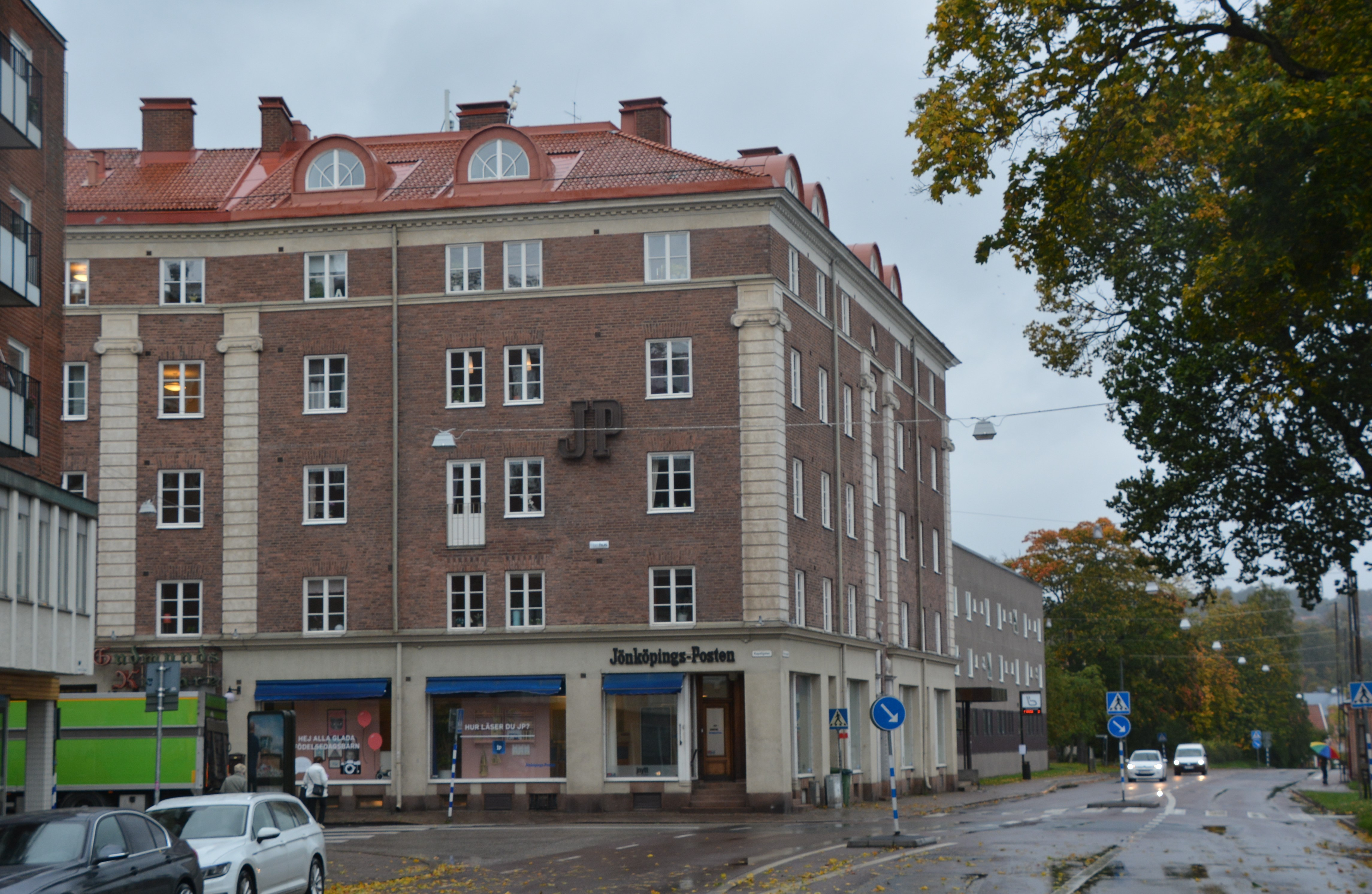
Halls hörna, Kapellgatan 2
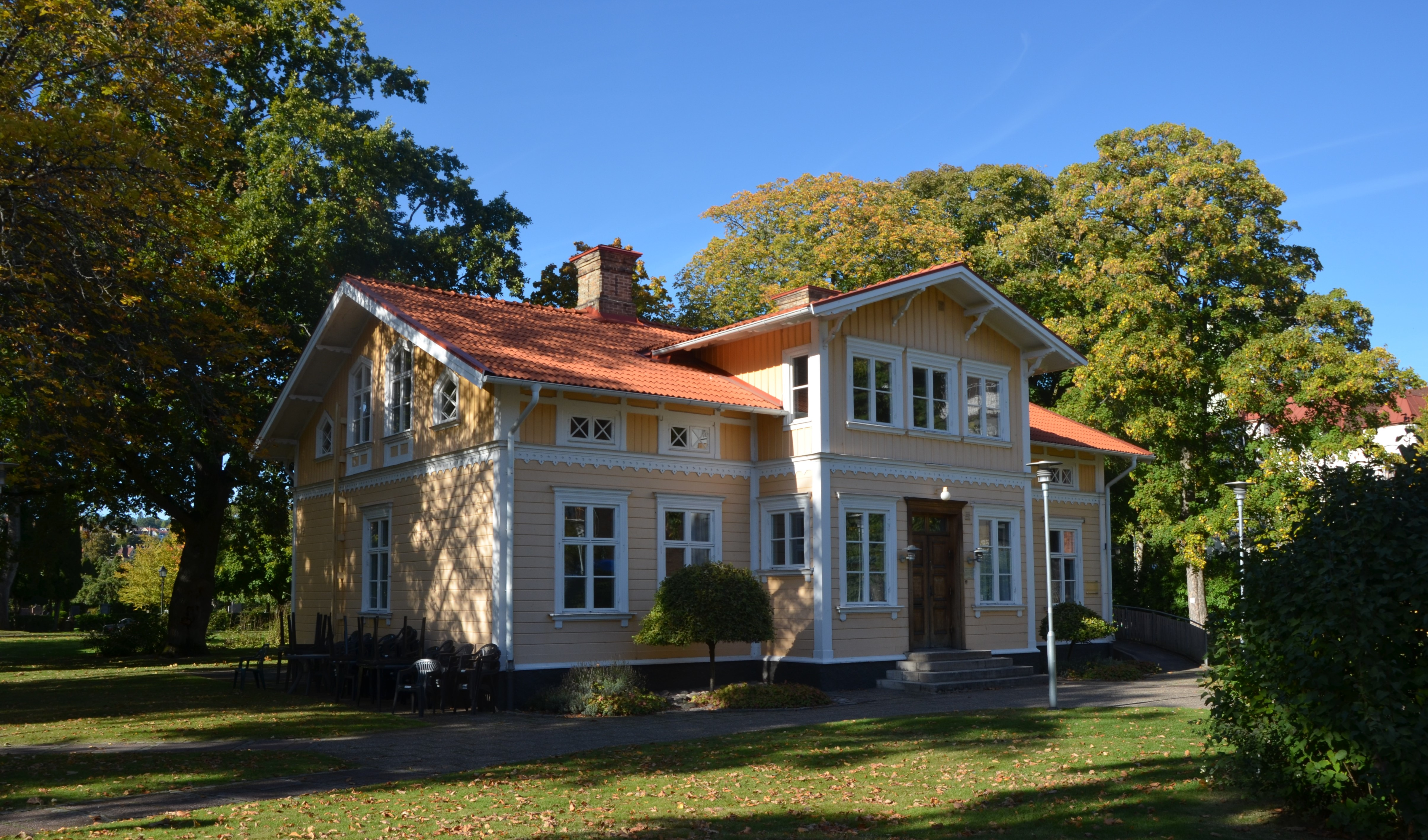
Lagermanska villan
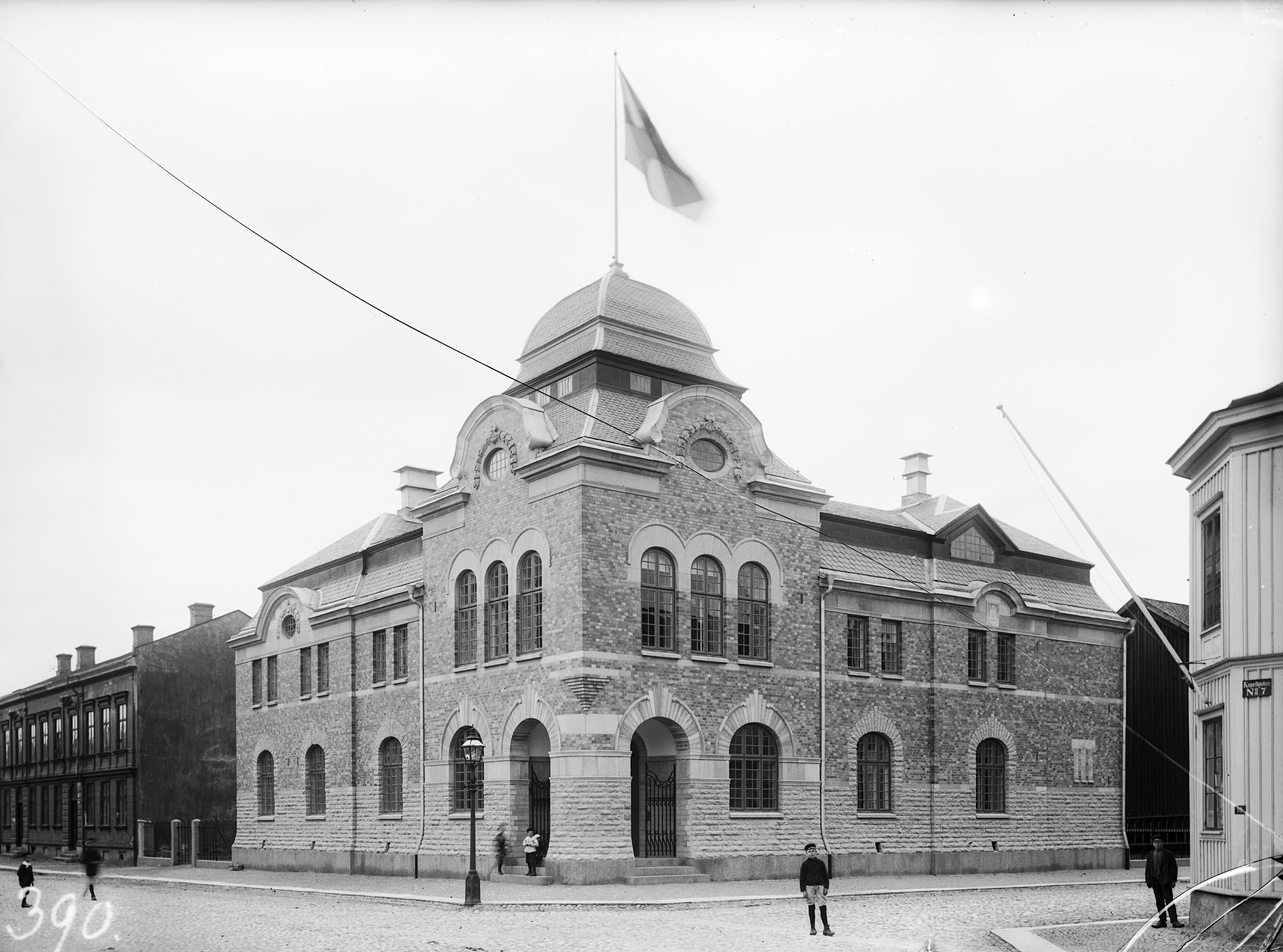
Tveta, Vista och Mo domsagas tingshus, 1908
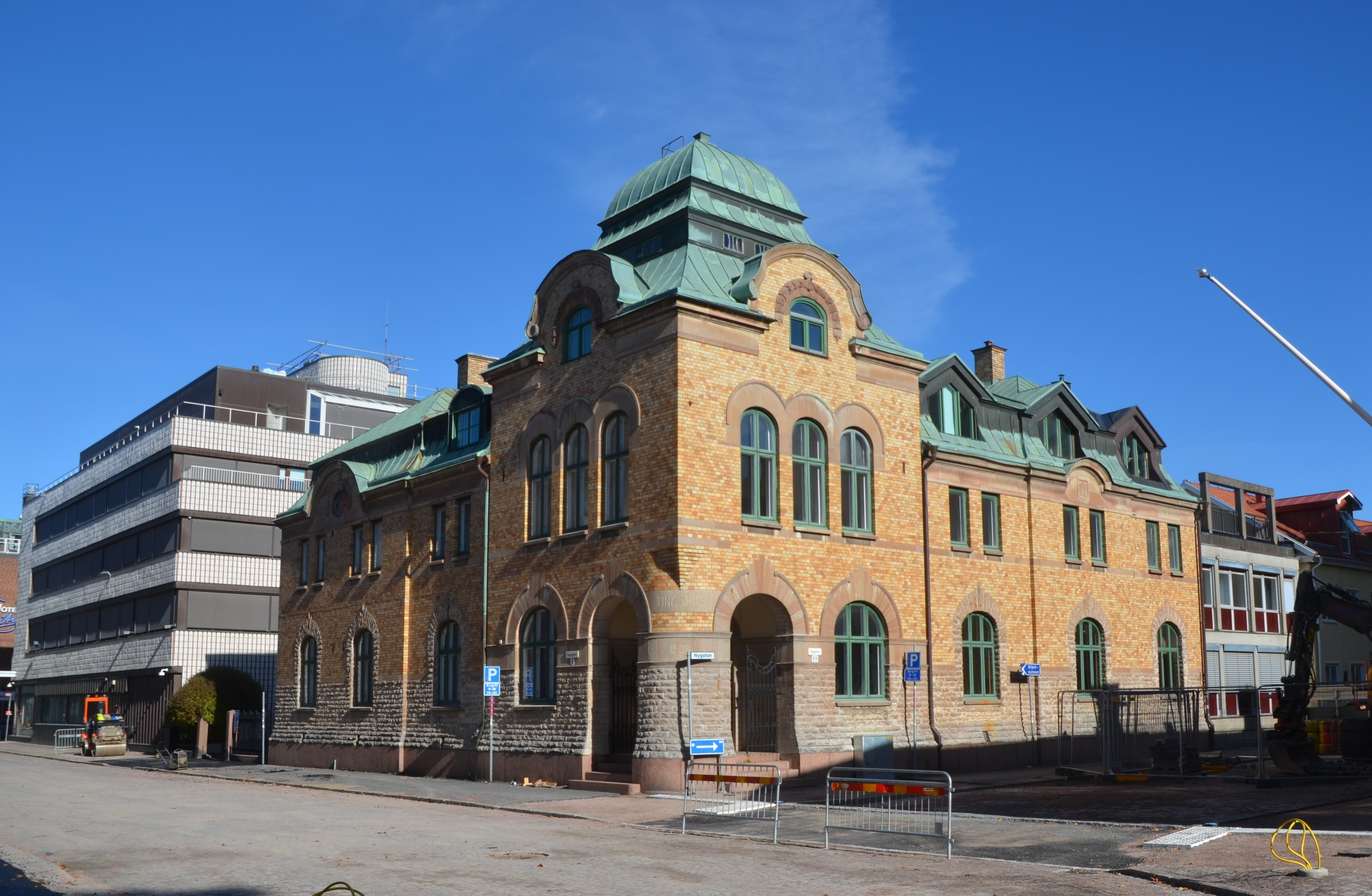
Tveta, Vista och Mo domsagas tingshus, 2024
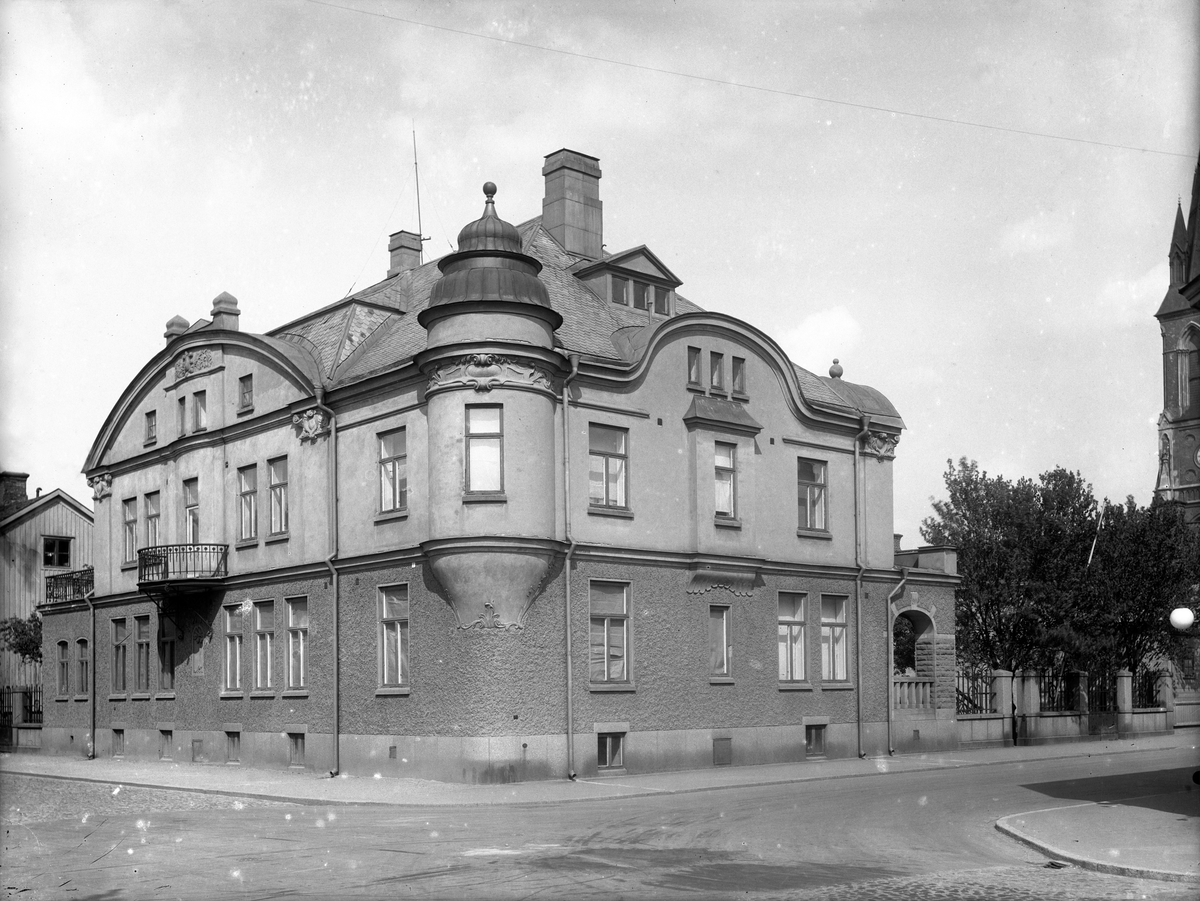
Herman Engströms hus, hörnet Kapellgatan/Brunnsgatan